# Crystal City (Texas)
Crystal City is een plaats (city) in de Amerikaanse staat Texas, en valt bestuurlijk gezien onder Zavala County.

## Demografie
Bij de volkstelling in 2000 werd het aantal inwoners vastgesteld op 7190.
In 2006 is het aantal inwoners door het United States Census Bureau geschat op 7362, een stijging van 172 (2,4%).

## Geografie
Volgens het United States Census Bureau beslaat de plaats een oppervlakte van
9,4 km², geheel bestaande uit land. Crystal City ligt op ongeveer 169 m boven zeeniveau.

## Plaatsen in de nabije omgeving
De onderstaande figuur toont nabijgelegen plaatsen in een straal van 24 km rond Crystal City.